# Madarassy Pál
Gojzesti és mezőmadarasi Madarassy Pál, írói álnevén: Taray Pál (Eger, 1828. január 25. – Budapest, 1903. április 13.) jogász, politikus, pénzügyminisztériumi főtisztviselő, 1892-től az Osztrák–Magyar Bank magyar alkormányozója, budapesti főintézetének igazgatója, főrendiházi tag, 1898-tól valóságos belső titkos tanácsos.

## Élete
Madarassy János megyei főjegyző és Weisz Franciska fia. Iskoláit valamint a jogi tanfolyamot Egerben végezte. 1847-ben ügyvédi oklevelet nyert és Heves megyei alügyész lett; de még azon év végén fogalmazógyakornok a magyar királyi udvari kamaránál, ahol Keszlerffy János tanácsos vezetése mellett ritka munkásság, szorgalom és szakavatottság által annyira kitüntette magát, hogy elöljáróinak elismerését elnyerte. 1848-ban fogalmazói segéd volt az első magyar királyi földművelési, ipar- és kereskedelmi minisztériumban, később a magyar királyi pénzügyminisztérium elnöki osztályában egészen a világosi fegyverletételig; azután a magyarországi pénzügyigazgatóságnál szolgált 1867-ig, amikor, mint ungvári pénzügyigazgató, a magyar királyi pénzügyminisztériumban osztálytanácsos lett. Lónyay Menyhért pénzügyminisztersége alatt az elnöki osztály vezetése, a magyar pénzügyi szolgálat szervezése és berendezése körül szerzett érdemet; 1868-ban kinevezték miniszteri tanácsossá és rábízták az indirekt adózási főosztály vezetését.
1871-ben az államtitkári teendőkkel bízták meg; 1873-ban helyettes államtitkár volt 1883. december 31-ig. 1884. január 1-től kezdve az akkor felállított magyar királyi pénzügyi közigazgatási bíróság elnöke volt. 1892-ben nyugalmazták.
1892. március 31-én az Osztrák–Magyar Bank főkormányzójává kinevezett Kautz Gyula megüresedett magyarországi alkormányzói helyére a bank nagytanácsa Hieronymi Károlyt és Madarassyt javasolta. Miután Hieronymi elhárította a kinevezést, Wekerle Sándor pénzügyminiszter Madarassy Pált terjesztette fel kinevezésre az uralkodónak, aki 1892. április 12-én Münchenben jóváhagyta azt. Hivatalát Madarassy április 27-én foglalta el. Ő lett a bank budapesti főintézetének igazgatója is. Ugyanekkor a főrendiház tagjává nevezték ki.
Hivatalos elfoglaltsága mellett Petőfi Sándor több költeményét lefordította volapük nyelvre és ily módon részint önállóan, részint volapük nyelvű folyóiratokban ismertette az egész világgal. E munkálkodásáért a Petőfi Társaság elismerő köszönettel, a volapük nyelv terjesztésére Párizsban az egész világ képviselőiből választott akadémia pedig tagsággal tüntette ki.
Emellett Budán a népszínház ügyét lelkesülten fölkarolta és mindent elkövetett, hogy annak létezését biztosítsa. Amikor Molnár György azt szervezte, Tarnay Pál név alatt sikerült vígjátékokat és operetteket írt és külföldi színdarabot fordított, egyes életrajzírói szerint egy év alatt összesen huszonötöt, így a Dunanan apó és fia utazását. A napam boldogít című eredeti vígjátékát akkor ott többször előadták. A dalművek szövegezésének megírására különös ügyessége volt és a zenészeti nyelvet kevesen értették nála jobban. Különösen Buda magyarosításának ügyén sokat lendített. Majd a Budán Sängerhort név alatt ismert német szellemű és lelkületű dalegyletet hosszú küzdelem után a budai dalárdává alakította át. Ezen dalárda körül szerzett érdemeiért az egylet megválasztotta elnökévé; valamint az aradi országos daláregyesület is igazgató-választmányának elnökévé.
1879-ben a Szent István-rend kis keresztjét kapta. A főrendiházban az igazoló bíróság, a naplóbíráló, a pénzügyi és a felirati bizottság tagja volt. 1898. november 30-án megkapta a valóságos belső titkos tanácsosi méltóságot.
Cikke a Jogtudományi Közlönyben (1888. A bélyeg és illetékügy reformja.)
Arcképe kőnyomat, rajzolta Herqui K., nyomt. Horn és Zobel 1873-ban Pesten. (A Hajnal c. Albumban.)

## Munkái
1. Lexikon der Stempel- und Gebühren-Gesetz vom 9. Febr. u. 2. Aug. 1850. und der dazu in den Jahren 1850-58 nachträglich erflossenen Erläuterungen und Verordnungen. Pest, 1858.
2. Az ördög pilulái. Tüneményes bohózat 15 képletben. Laloue, Anicet Bourgeois és Laurent után ford. Buda, 1863.
3. A "A Budai dalárda" évkönyve az 1864- és 1865-ki egyleti évekre szerkesztette. Uo. 1866. (Magyar és német szöveggel.)
4. Mouret abbé vétke. Regény. Zola Emil után francziából ford. Bpest, 1882. Három kötet. (Uj olcsó kiadás. Uo. 1883., 2. k. Uo. 1892.)
5. Hölgyek öröme. Regény. Zola Emil után ford. Uo. 1883. Két kötet.
6. A bélyeg és illetékek iránti törvények és szabályok Lexikona. Uo. 1883. (3. a «Függelék»-ben bőv. kiadás. Uo. 1893.)
7. Az élet öröme. Regény. Zola Emil után ford. Uo. 1884.
8. Rougonék szerencséje. Regény. Zola Emil után ford. Uo. 1885.
9. A zsákmány. (La curée) Uo. (1887. 2. kiadás. Uo. 1892.)
10. Flolemil poedotas nugänik. Uo. 1889. (Anthologia volapükül: két költemény Petőfitől, egy Ábrányi Emiltől és egy népdal.)
11. Zübimabledems de sep de Etelke. Uo. 1890. (Petőfi Czipruslombok Etelka sírján, volapükül.)
12. Löfamagabs. Uo. 1890. (Petőfi, Szerelem gyöngyei, volapükül.)
13. Lefogs. Uo. 1890. (Petőfi, Felhők cz. költeménye volapükül.)
14. Páris gyomra. Regény. Zola Emil után ford. Uo. 1892.

A 2., 4., 5., 7-9. és 14. sz. munkákat Taray Pál álnév alatt adta ki; Zola regényei előbb a Pesti Napló tárcájában jelentek meg.